# ليزلي باتلر
ليزلي باتلر (2 سبتمبر 1934 بويلينغتون في نيوزيلندا - 21 يناير 2006 في أستراليا) (بالإنجليزية: Leslie Butler)‏ هو لاعب كريكت نيوزلندي. لعب مع Wellington cricket team ‏.

## وصلات خارجية
- ليزلي باتلر على موقع إي آس بي آن كريك إنفو (الإنجليزية)